# Румыния на «Евровидении-2004»
Румыния в шестой раз принимала участие в телевизионном конкурсе Евровидение-2004, финал которого состоялся 15 мая на стадионе Абди Ипекчи в Стамбуле, Турция. Страну представляла певица Санда Ладоши с латино-поп-песней I Admit, написанной Георгом Попа и Ириной Глигор. Поскольку Румыния финишировала десятой по итогам предыдущего выпуска, то она автоматически прошла квалификацию на выход в финал. По итогам голосования Румыния заняла 18-е место из 24, набрав 18 баллов. Данный результат привёл страну к участию в полуфинале Евровидения-2005. Поэтому, I Admit стала предшественницей румынской заявки 2005 года Let Me Try в исполнении Луминицы Ангел и группы Sistem. Полуфинал и финал конкурса были показаны Televiziunea Română на канале TVR 1 с комментариями Андреа Демирджян. Глашатаем, объявлявшим очки румынских телезрителей, была Андреа Марин.

## Предыстория
К моменту своего участия в конкурсе 2004 года Румыния пять раз участвовала на Евровидение, начиная с момента своего дебюта в 1994 году. Страна четырежды пропускала конкурс по причине низкого среднего балла по квалификации: в 1995, 1997, 1999 и 2001 годах. Самый лучший результат Румыния зафиксировала на Евровидение-2002, когда композиция Tell Me Why Моники Ангел и Марселя Павла впервые принесла стране место в десятке лучших, заняв девятое место. Самый худший результат Румыния зафиксировала на Евровидение-1998, когда композиция Eu cred Мэлины Олинеску заняла 22-е место, набрав только 6 баллов.

## До «Евровидения»

### Selecția Națională 2004

#### Полуфиналы
Начиная с 1993 года румынская телекомпания Televiziunea Română (TVR) отвечает за организацию отбора заявки на Евровидение и дальнейшую трансляцию конкурса. Все заявки отбирались через формат национального финала под названием Selecția Națională. Восьмой выпуск Selecția Națională состоялся 13 марта 2004 года в телестудии TVR в Бухаресте. Как и в прошлом выпуске, ему предшествовали два полуфинала, состоявшиеся 28 февраля и 6 марта соответственно. Ведущими первого полуфинала были Мэлина Олинеску и Дан Теодореску, представители Румынии на Евровидение-1998 и Евровидение-2000 соответственно. Ведущими второго полуфинала были Моника Ангел и Марсель Павел. В каждом из полуфиналов планировалось представить по двенадцать заявок, шесть из которых по результатам комбинации голосов жюри и телезрителей в соотношении 50:50 должны были выйти в финал. Однако композиция Listen to My Heart в исполнении певицы Делии была дисквалифицирована незадолго до конкурса, поскольку она не предоставила видеозапись своей песни. Поэтому, во втором полуфинале участвовало одиннадцать заявок. Все участники были объявлены 16 февраля 2004 года.
| Порядковый номер | Исполнитель             | Название песни          | Голоса жюри | Голоса телезрителей | Всего | Место |
| ---------------- | ----------------------- | ----------------------- | ----------- | ------------------- | ----- | ----- |
| 1                | Moni-K and Provincialii | Promise Me              | 2           | 0                   | 2     | 12    |
| 2                | Адонис                  | Believe Me              | 1           | 2                   | 3     | 10    |
| 3                | Санда Ладоши            | I Admit                 | 8           | 12                  | 20    | 1     |
| 4                | Boema                   | Timbrul                 | 3           | 1                   | 4     | 8     |
| 5                | Андра                   | Just a Little Love      | 10          | 10                  | 20    | 1     |
| 6                | Сильвия Стефанеску      | Rain                    | 0           | 4                   | 4     | 8     |
| 7                | Нико                    | Feeling Snow White      | 6           | 8                   | 14    | 4     |
| 8                | June                    | I Left My Love in Paris | 0           | 3                   | 3     | 10    |
| 9                | Salamandra              | Într-o zi               | 7           | 7                   | 14    | 4     |
| 10               | Avantgarde              | Am fost nebun           | 5           | 0                   | 5     | 7     |
| 11               | Александра Унгуряну     | Happy                   | 4           | 6                   | 10    | 6     |
| 12               | Parlament               | Tot pe ea               | 12          | 5                   | 17    | 3     |

| Порядковый номер | Исполнитель   | Название песни     | Голоса жюри | Голоса телезрителей | Всего | Место |
| ---------------- | ------------- | ------------------ | ----------- | ------------------- | ----- | ----- |
| 1                | Academica     | Uităm să trăim     | 8           | 0                   | 8     | 7     |
| 2                | Дан Лэзэрикэ  | Crazy in Love      | 0           | 4                   | 4     | 10    |
| 3                | Centru' Civic | OK, Let's Go!      | 7           | 1                   | 8     | 7     |
| 4                | Паула Селинг  | Perfect!           | 6           | 6                   | 12    | 3     |
| 5                | Адриан Эначе  | My Love Story      | 4           | 2                   | 6     | 9     |
| 6                | Shake         | Music              | 5           | 5                   | 10    | 4     |
| 7                | Мария Раду    | All This Time      | 10          | 12                  | 22    | 1     |
| 8                | Елена Кырстя  | Don't Be Afraid    | 12          | 10                  | 22    | 1     |
| 9                | Genius        | Stand By Me        | 1           | 3                   | 4     | 10    |
| 10               | Supermarket   | De 2 ore te aştept | 2           | 8                   | 10    | 4     |
| 11               | Hara          | Lovely             | 3           | 7                   | 10    | 4     |

#### Финал
Финал Selecția Națională состоялся 13 марта 2004 года в телестудии TVR в Бухаресте. Ведущими были Никола, представительница Румынии на Евровидение-2003 и Дан Теодореску, а Кэтэлин Мэруцэ и Алина Сореску вели репортаж из зелёной комнаты. Как и участников финала, победителя определяли путём комбинации голосов жюри и телезрителей в соотношении 50:50. Победителем стала Санда Ладоши, заработавшая максимальные 12 баллов и от жюри, и от телезрителей. В поддержку конкурсантов во время антракта выступали Шербан Гуйду, Михай Гэйнушэ, представитель Румынии на Евровидение-1994 Дан Биттман, победительница Евровидение-1998 Дана Интернейшенл и ведущие полуфиналов и финала Selecția Națională.
| Порядковый номер | Исполнитель         | Название песни     | Голоса жюри | Голоса телезрителей | Всего | Место |
| ---------------- | ------------------- | ------------------ | ----------- | ------------------- | ----- | ----- |
| 1                | Supermarket         | De 2 ore te aştept | 0           | 0                   | 0     | 12    |
| 2                | Нико                | Feeling Snow White | 3           | 1                   | 4     | 9     |
| 3                | Shake               | Music              | 1           | 0                   | 1     | 11    |
| 4                | Андра               | Just a Little Love | 10          | 7                   | 17    | 2     |
| 5                | Елена Кырстя        | Don't Be Afraid    | 8           | 8                   | 16    | 4     |
| 6                | Паула Селинг        | Perfect!           | 5           | 3                   | 8     | 8     |
| 7                | Salamandra          | Într-o zi          | 6           | 2                   | 8     | 6     |
| 8                | Мария Раду          | All This Time      | 7           | 10                  | 17    | 3     |
| 9                | Санда Ладоши        | I Admit            | 12          | 12                  | 24    | 1     |
| 10               | Parlament           | Tot pe ea          | 4           | 5                   | 9     | 5     |
| 11               | Александра Унгуряну | Happy              | 0           | 4                   | 4     | 10    |
| 12               | Hara                | Lovely             | 2           | 6                   | 8     | 7     |

## На «Евровидении»
Было анонсировано в 2003 году, что конкурс 2004 года будет включать в себя полуфинал. Согласно правилам, все страны, кроме "большой четвёрки" (Франция, Великобритания, Германия и Испания), страны-победительницы прошлого выпуска и девяти стран, занявших самые высокие места в 2003 году, должны были пройти квалификацию в полуфинале для выхода в финал. Поскольку Румыния заняла десятое место на Евровидение-2003, то она автоматически прошла квалификацию. Санда Ладоши выступала в Стамбуле под номером 24, между Турцией и Швецией. По итогам голосования она заняла 18-е место из 24, набрав 18 баллов. Данный результат привёл страну к участию в полуфинале Евровидения-2005. 12 баллов румынские телезрители присудили в полуфинале и финале конкурса Греции и 0 баллов России. Россия не присудила Румынии в финале ни одного балла.

### Голосование
| Очки      | Страна       |
| --------- | ------------ |
| 12 баллов |              |
| 10 баллов | - Испания    |
| 8 баллов  |              |
| 7 баллов  |              |
| 6 баллов  |              |
| 5 баллов  |              |
| 4 балла   | - Португалия |
| 3 балла   | - Кипр       |
| 2 балла   |              |
| 1 балл    | - Израиль    |

| Очки      | Страна              |
| --------- | ------------------- |
| 12 баллов | Греция              |
| 10 баллов | Сербия и Черногория |
| 8 баллов  | Португалия          |
| 7 баллов  | Украина             |
| 6 баллов  | Албания             |
| 5 баллов  | Израиль             |
| 4 балла   | Македония           |
| 3 балла   | Нидерланды          |
| 2 балла   | Дания               |
| 1 балл    | Кипр                |

| Очки      | Страна              |
| --------- | ------------------- |
| 12 баллов | Греция              |
| 10 баллов | Турция              |
| 8 баллов  | Сербия и Черногория |
| 7 баллов  | Швеция              |
| 6 баллов  | Украина             |
| 5 баллов  | Испания             |
| 4 балла   | Германия            |
| 3 балла   | Кипр                |
| 2 балла   | Великобритания      |
| 1 балл    | Албания             |